# Adelshausen (Karlskron)
Adelshausen ist ein Pfarrdorf und ein Ortsteil der Gemeinde Karlskron im oberbayerischen Landkreis Neuburg-Schrobenhausen.

## Lage
Die früher selbstständige Gemeinde Adelshausen liegt unmittelbar am südlichen Rand des Donaumooses am Linnerberg und am Fuße der bewaldeten Anhöhen des Moosbergs, Geißbergs und Dürrenbergs in der Planungsregion Ingolstadt.
Das Dorf Aschelsried und der Weiler Wintersoln gehörten zur früheren Gemeinde und bilden gemeinsam die Gemarkung Adelshausen.
Am südlichen Ortsende verläuft die Staatsstraße St 2048 von Freinhausen nach Pobenhausen. Nach Osten führt eine alte Verbindungsstraße über Aschelsried nach Reichertshofen. In Verlängerung der Dorfhauptsstraße, mit dem Namen Schloßstraße, führt eine Verbindungsstraße in den Gemeindeort Karlskron.

## Geschichte
Anders als Karlskron, das erst seit rund 230 Jahren besteht, kann Adelshausen auf eine sehr lange Geschichte zurückblicken. Funde in der Umgebung und unterirdische Gänge am Hang des Linnerbergs belegen, dass schon in der Steinzeit Wohnhöhlen in den Berg getrieben und angelegt wurden, die dann auch in der Bronzezeit und während der keltischen Besiedelung dieser Region bewohnt blieben.
Adelotishusen wurde schon früh, während der bajuwarischen Landnahme wiederbesiedelt.
Seit Ende des 12. Jahrhunderts galt Adelshausen als eine frühe Form einer Hofmark des ansässigen Ortsadels, einem Rittergeschlecht von Adelshusen.
In Urkunden erscheint im Jahr 1227 ein Heinrich von Adelshusen, 1251 ein Diepold von Adelshusen und 1295 ein Ritter Heinrich von Adelshusen.
Adelshausen war der Sitz eines Schlosses.
Ab 1525 stellte über sechs Generationen hinweg bis 1573 ein Rittergeschlecht, Pehaim von Adelshausen, die Herrschaft über das Schloss und die Hofmark. Diese waren Lehensträger der Herzöge von Bayern.
Zwischen 1500 und 1532 wurde durch sie das Schloss neu errichtet und ihnen wurden zusätzliche Privilegien und Lehenshoheiten durch den Herzog zuerkannt.
Jedoch wurde das Schloss im Zuge der Religionskriege in darauffolgender Zeit zerstört und nicht wieder aufgebaut.
Verschiedene Inhaber waren danach Besitzer der Hofmark, bis diese schließlich in Toerring'schen Gutsbesitz überging und dadurch dem Landgericht Schrobenhausen zugeschlagen wurde. 1848 wurde die Hofmarksgerechtigkeit der Hofmarksherren aufgehoben und die Landgerichte bzw. die späteren Amtsgerichte übernahmen die Rechtsprechung.
Adelshausen wurde in den häufigen und oft verheerenden Kriegen im Lauf der Jahrhunderte mehrfach zerstört und vollständig ausgeplündert, besonders im Dreißigjährigen Krieg durch die Schweden und in den Napoleonischen Kriegen durch die Franzosen.
Nach dem Zweiten Weltkrieg kamen viele Heimatvertriebene nach Adelshausen und Aschelsried und stellten danach ein Drittel der Bevölkerung.
1963 wurde in Adelshausen die Flurbereinigung durchgeführt und die Ortskanalisation errichtet.
1978 wurde Adelshausen mit seinen Teilorten im Zuge der Gemeindegebietsreform in Bayern nach Karlskron eingemeindet.

## Kapellenlinde in Aschelsried
⊙ Am westlichen Ortsrand von Aschelsried steht auf der Feldseite der Lindenstraße eine mehr als 370 Jahre alte Linde, unmittelbar neben einer Feldkapelle. Die Wuchskraft des monumentalen Baumveterans ist so enorm, dass die Wurzeln der Linde das Fundament der Kapelle einseitig angehoben haben, das kleine Gebäude dadurch schräg steht und so wirkt als würde der mächtige Stamm es umkippen wollen.

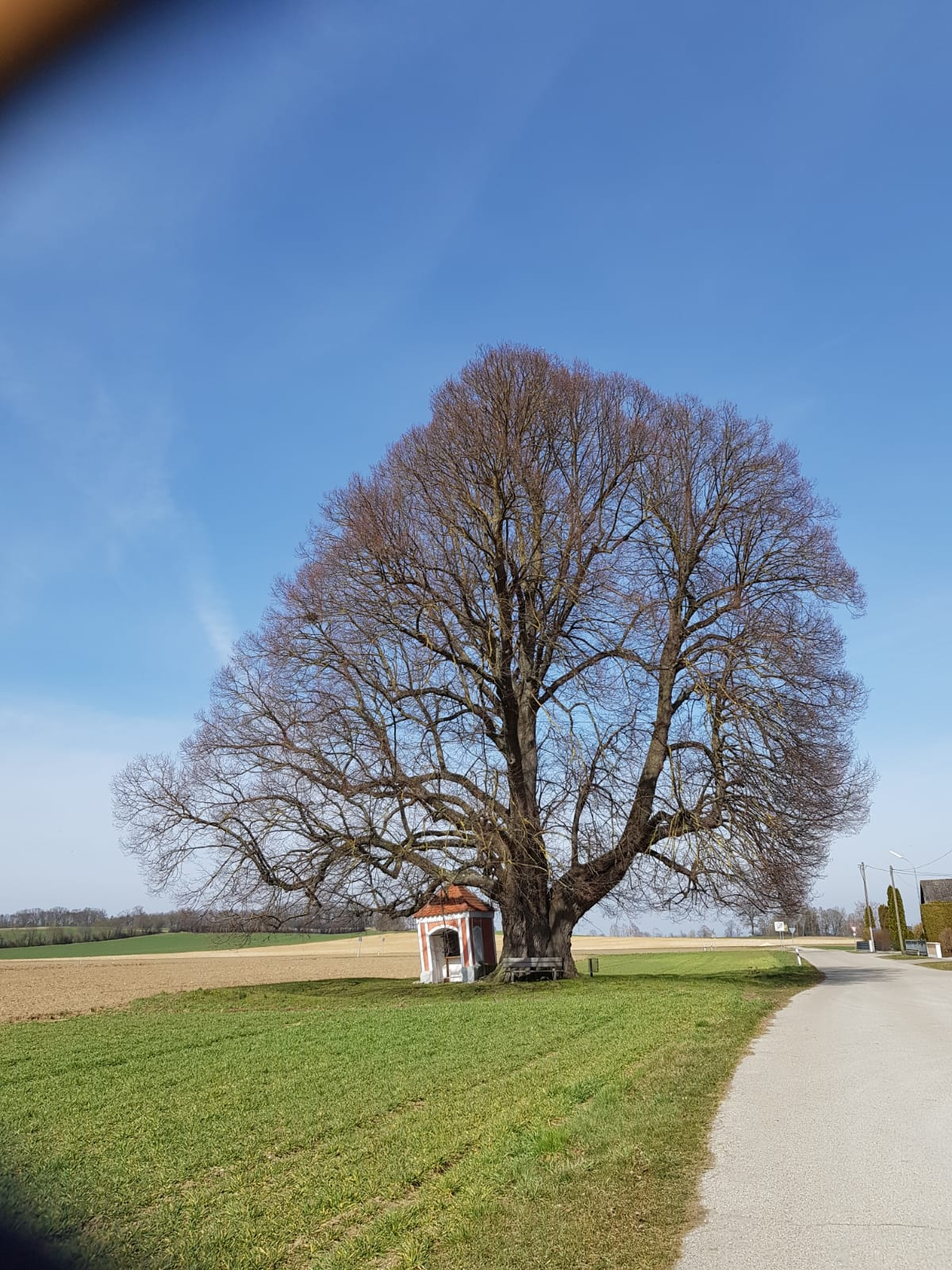
Kapellenlinde in Aschelsried (März 2021)

Messungen im Jahr 2016 ergaben einen Stammumfang ca. 6,90 m. Die Höhe des Baumes betrug 30 m, der Kronendurchmesser sogar mehr als 30 m. Damit ist diese Linde eines der seltenen Baumexemplare die breiter sind als hoch.